# 汉斯·舍巴特
汉斯·舍巴特（德語：Hans Scherbart，1905年12月16日—？），德国男子曲棍球运动员，场上位置是前锋。他曾代表德国参加1936年夏季奥林匹克运动会曲棍球比赛，获得一枚银牌。